# Paralecanium maculatum
Paralecanium maculatum är en insektsart som beskrevs av Takahashi 1950. Paralecanium maculatum ingår i släktet Paralecanium och familjen skålsköldlöss. Inga underarter finns listade i Catalogue of Life.